# Toluquilla
Toluquilla ist eine Ruinenstätte aus dem Späten Klassikum im mexikanischen Bundesstaat Querétaro im südlichen Teil der Sierra Gorda.

## Lage
Die auf einem schmalen Höhenrücken in ca. 2470 m Höhe gelegene archäologische Stätte befindet sich ca. 8 km (Luftlinie) südöstlich der Kleinstadt San Joaquín.

## Geschichte
Der Ort erlebte eine erste Blütezeit im 5./6. Jahrhundert, über die allerdings wegen späterer Überbauungen noch wenig bekannt ist; eine zweite folgte danach und dauerte bis in die Mitte des 14. Jahrhunderts. Die Ruinenstätte wurde erstmals Ende des 19. Jahrhunderts von nordamerikanischen Mineningenieuren beschrieben, vermessen und fotografiert. Archäologische Untersuchungen und Restaurierungen fanden ab 1987–88 statt.
Die Seiten des Höhenzuges sind durch Stützmauern und Terrassierungen befestigt. Die erhaltenen und teilweise restaurierten Bauten bestehen aus zahlreichen rechteckigen Plattformen für Gebäude aus vergänglichem Material sowie vier Ballspielplätzen und einigen niedrigen Pyramiden sowie runden Mauerkreisen. Alles Mauerwerk besteht aus natürlich anstehenden Steinplatten, die ohne besondere Zurichtung verbaut worden sind. Die Lage auf schwer zugänglichem Gelände weist auf das Bedürfnis nach Schutz vor kriegerischer Bedrohung hin. Lebensgrundlage war der Ackerbau auf an den Berghängen angelegten Terrassen sowie der Abbau von Mineralien, insbesondere Zinnober.

## Sonstiges
Toluquilla weist deutliche Ähnlichkeiten mit der nur ca. 14 km (Fahrtstrecke) entfernten Ruinenstätte Las Ranas auf sowie mit zahlreichen anderen, nicht zugänglichen Fundstätten im weiteren Umkreis.